# Мальковка
Ма́льковка (рос. Мальковка) — село у складі Маріїнського округу Кемеровської області, Росія.

## Населення
Населення — 153 особи (2010; 180 у 2002).
Національний склад (станом на 2002 рік):
- росіяни — 74 %